# Escut de Tornafort
L'escut oficial de Tornafort té el següent blasonament:
Escut caironat: de gules, un mont de sable movent de la punta, somat d'un llenç de muralla d'or acostat de dos rams de tres pinyes de pi de sable.

## Història
Va ser aprovat el 24 d'octubre del 2006 i publicat al DOGC el 9 de novembre del mateix any.
El mur d'or sobre camper de gules són les armes dels vescomtes de Vilamur, als quals pertanyia el castell de Tornafort, simbolitzat aquí també per la muralla dalt d'un mont que representa la situació geogràfica del poble, al capdamunt d'un turó. Segons sembla, etimològicament Tornafort derivaria del llatí tormo forte, «penyal isolat fortificat»; en aquest sentit, aquestes són unes armes parlants. Les pinyes volen significar que la riquesa de Tornafort ha estat sempre el gran bosc que l'envolta, que és comunal.
Com és norma en tots els escuts de les entitats municipals descentralitzades, el de Tornafort no porta corona.